# Velha Guarda da Portela
La Velha Guarda da Portela (vecchia guardia di Portela) è un gruppo musicale brasiliano di samba costituito dalle vecchie glorie e dai musicisti più anziani della scuola di samba Portela di Rio de Janeiro.

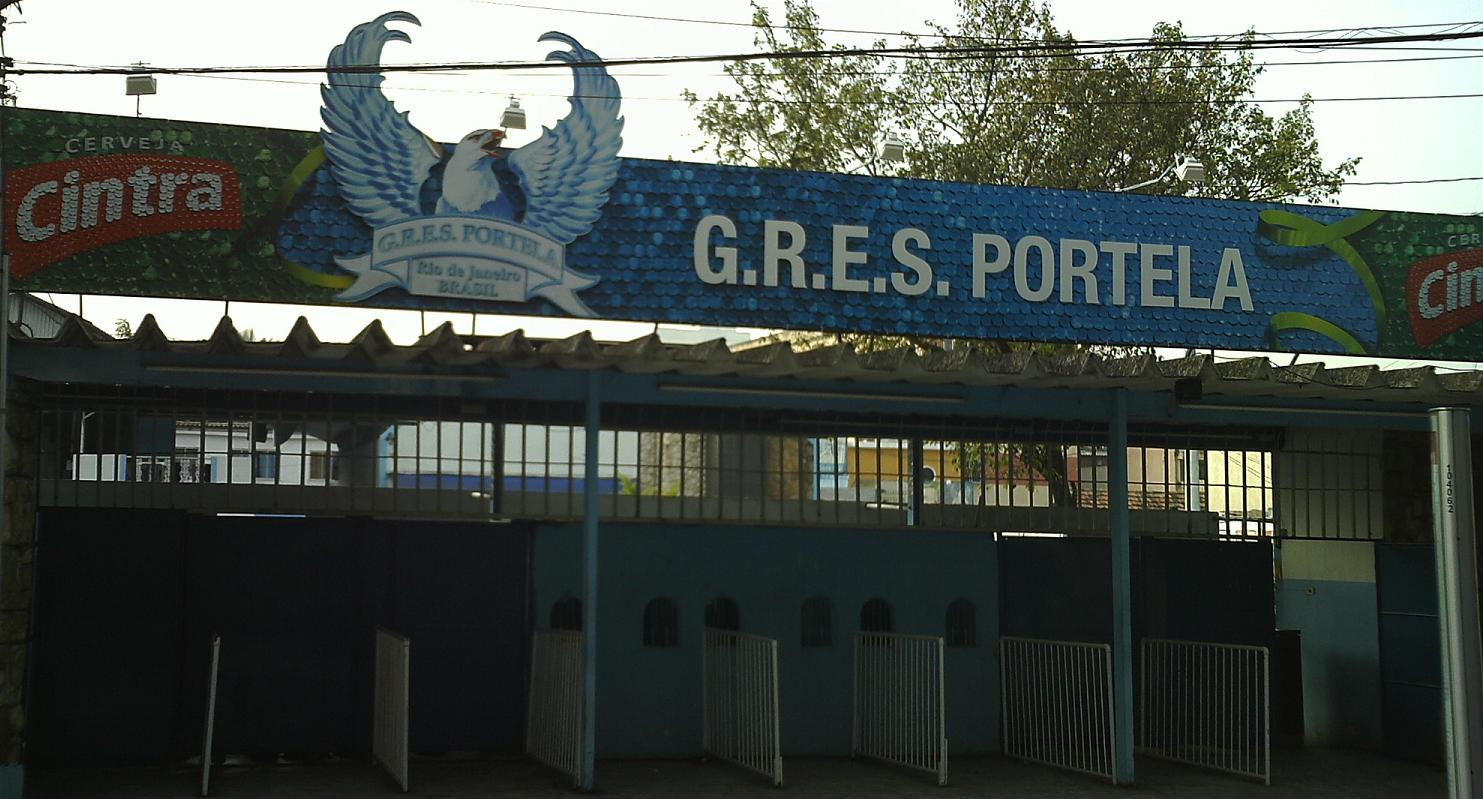
La sede della scuola di samba Portela nel quartiere Madureira a Rio de Janeiro.

## Discografia
- 1970 – Portela passado de glória, LP, RGE XRLP 5.349
- 1986 – Doce recordação, LP, RGE 24.06.060-2
- 1989 – Homenagem a Paulo da Portela, LP, RGE
- 2000 – Tudo azul, CD, Phonomotor EMI 525335 2

## Filmografia
- 2008 - O mistério do samba